# Parque nacional de Wasur
El Parque nacional de Wasur (en indonesio: Taman Nasional Wasur) forma parte de la mayor zona húmeda en la provincia de Papua de Indonesia y ha sido el parque más perturbado por la actividad humana en ese lugar. El alto valor de su biodiversidad ha llevado al parque a ser conocido como el "Serengeti de Papúa". Sus vastos humedales abiertos, en particular el Lago Rawa Biru, atraen una fauna muy rica.
Alrededor del 70% de la superficie total del Parque consta de sabana, mientras que la vegetación restante es bosque pantanoso, bosque monzónico, bosque ribereño, bosque de bambú, praderas y grandes extensiones de bosques pantanosos sagú.